# Chauncey Forward
Chauncey Forward (* 4. Februar 1793 in Granby, Connecticut; † 19. Oktober 1839 in Somerset, Pennsylvania) war ein US-amerikanischer Politiker. Zwischen 1826 und 1831 vertrat er den Bundesstaat Pennsylvania im US-Repräsentantenhaus.

## Werdegang
Chauncey Forward war der jüngere Bruder von Walter Forward (1786–1852), der unter anderem amerikanischer Finanzminister und Kongressabgeordneter war. Im Jahr 1800 zog er mit seinem Vater nach Ohio und kurz darauf nach Greensburg in Pennsylvania. Er erhielt eine klassische Schulausbildung. Nach einem anschließenden Jurastudium und seiner 1817 erfolgten Zulassung als Rechtsanwalt begann er in Somerset in diesem Beruf zu arbeiten. Politisch war er Mitglied der Demokratisch-Republikanischen Partei. In den 1820er Jahren schloss er sich der Bewegung um den späteren Präsidenten Andrew Jackson und der von diesem 1828 gegründeten Demokratischen Partei an. Zwischen 1820 und 1822 saß er als Abgeordneter im Repräsentantenhaus von Pennsylvania.
Nach dem Rücktritt des Abgeordneten Alexander Thomson wurde Forward bei der fälligen Nachwahl als dessen Nachfolger in das US-Repräsentantenhaus in Washington, D.C. gewählt, wo er am 4. Dezember 1826 sein neues Mandat antrat. Nach zwei Wiederwahlen konnte er bis zum 3. März 1831 im Kongress verbleiben. Seit dem Amtsantritt von Präsident Jackson im Jahr 1829 wurde innerhalb und außerhalb des Kongresses heftig über dessen Politik diskutiert. Dabei ging es um die umstrittene Durchsetzung des Indian Removal Act, den Konflikt mit dem Staat South Carolina, der in der Nullifikationskrise gipfelte, und die Bankenpolitik des Präsidenten.
Nach dem Ende seiner Zeit im US-Repräsentantenhaus war Chauncey Forward zwischen 1831 und 1839 als Prothonotary and Recorder bei der Verwaltung des Somerset County angestellt. Er starb am 19. Oktober 1839 in Somerset, wo er auch beigesetzt wurde.